# 桂森 (清朝宗室)
宗室桂森（1791年—1851年），字子贞，号兰友，满洲镶蓝旗人。嘉庆庚午举人，庚辰进士。

## 生平
官翰林院庶吉士，道光二年翰林院散馆后授检讨。历任詹事府右中允、经局洗马、内阁学士兼礼部侍郎，道光十七年降为二等侍卫，十八年改和阗办事大臣。

## 家庭成员
- 高高祖四子門度，革退镇国公，贝勒尚善第四子；
- 高祖準度，镇国将军；
- 曾祖都祥，輔國將軍
- 祖向顺，头等侍卫；
- 父德莊，员外郎；
- 子亨敦，员外郎；
- 子亨端，妻李佳氏，嘉庆己卯进士錫旃之胞侄女、道光壬辰进士錫檀之女；
- 堂弟宗室桂彬，嘉庆丁丑进士。[3]